# Danau Dampelas
Danau Dampelas är en sjö i Indonesien.   Den ligger i provinsen Sulawesi Tengah, i den norra delen av landet, 1 600 km öster om huvudstaden Jakarta. Danau Dampelas ligger 15 meter över havet. Arean är 5,5 kvadratkilometer. I omgivningarna runt Danau Dampelas växer i huvudsak städsegrön lövskog. Den sträcker sig 5,7 kilometer i nord-sydlig riktning, och 1,5 kilometer i öst-västlig riktning.